# Новотроицкое сельское поселение (Тукаевский район)
Новотроицкое се́льское поселе́ние — муниципальное образование в Тукаевском районе Татарстана Российской Федерации.
Административный центр — село Новотроицкое.

## История
Статус и границы сельского поселения установлены Законом Республики Татарстан от 31 января 2005 года № 39-ЗРТ Законом Республики Татарстан от 31 января 2005 года № 42-ЗРТ «Об установлении границ территорий и статусе муниципального образования "Тукаевский муниципальный район" и муниципальных образований в его составе».

## Население
| 2010  | 2011  | 2012  | 2013  | 2014  | 2015  | 2016  |
| ----- | ----- | ----- | ----- | ----- | ----- | ----- |
| 1723  | ↗1726 | ↗1748 | ↗1793 | ↗1872 | ↗1985 | ↗2160 |
| 2017  | 2018  |       |       |       |       |       |
| ↗2378 | ↗2473 |       |       |       |       |       |

## Состав сельского поселения
| № | Населённый пункт | Тип населённого пункта       | Население |
| - | ---------------- | ---------------------------- | --------- |
| 1 | Калиновка        | деревня                      |           |
| 2 | Куперле          | деревня                      |           |
| 3 | Новотроицкое     | село, административный центр |           |
| 4 | Суровка          | деревня                      |           |
| 5 | Шукрале          | село                         |           |